# Indy Racing League 1999
Navigation
1998 2000
Le championnat d'Indy Racing League 1999 a été remporté par le pilote américain Greg Ray, sur une Dallara-Aurora du Team Menard
Avec la quatorzième place, Scott Harrington est le meilleur débutant de l'année (rookie of the year).

## Courses de la saison
| Date         | Épreuve                    | Circuit                          | Vainqueur      | Voiture        | Écurie           |
| ------------ | -------------------------- | -------------------------------- | -------------- | -------------- | ---------------- |
| 24 janvier   | Indy 200                   | Walt Disney World Speedway       | Eddie Cheever  | Dallara-Aurora | Team Cheever     |
| 28 mars      | MCI WorldCom 200           | Phoenix International Raceway    | Scott Goodyear | G-Force-Aurora | Panther Racing   |
| 30 mai       | Indianapolis 500           | Indianapolis Motor Speedway      | Kenny Brack    | Dallara-Aurora | Foyt Enterprises |
| 12 juin      | Longhorn 500               | Texas Motor Speedway             | Scott Goodyear | G-Force-Aurora | Panther Racing   |
| 27 juin      | Radisson 200               | Pikes Peak International Raceway | Greg Ray       | Dallara-Aurora | Team Menard      |
| 17 juillet   | Kobalt Mechanics Tools 500 | Atlanta Motor Speedway           | Scott Sharp    | Dallara-Aurora | Kelley Racing    |
| 1er août     | MBNA Mid Atlantic 200      | Dover International Speedway     | Greg Ray       | Dallara-Aurora | Team Menard      |
| 29 août      | Colorado Indy 200          | Pikes Peak International Raceway | Greg Ray       | Dallara-Aurora | Team Menard      |
| 26 septembre | Vegas.com 500              | Las Vegas Motor Speedway         | Sam Schmidt    | G-Force-Aurora | Treadway Racing  |
| 17 octobre   | Mall.com 500               | Texas Motor Speedway             | Mark Dismore   | Dallara-Aurora | Kelley Racing    |

Note: Le "Visionnaire 500K", organisé le 1er mai sur le Lowe's Motor Speedway de Charlotte, a été interrompu à l'issue du 79e tour à la suite d'un accident qui causa la mort dans les tribunes de trois spectateurs, tués par des débris de la monoplace de Stan Wattles. Puisque la mi-course n'avait pas été atteinte, et en application du règlement de l'IRL, l'épreuve a été déclarée abandonnée. Elle n'a donné lieu à aucun vainqueur, aucun classement, aucune attribution de points ou de primes, et ne figure pas sur les statistiques officielles du championnat. 

## Classement des pilotes
| Classement | Pilote                | Pays       | Voiture                             | Écurie                    | Nombre de points |
| ---------- | --------------------- | ---------- | ----------------------------------- | ------------------------- | ---------------- |
| 1er        | Greg Ray              | États-Unis | Dallara-Aurora                      | Menard                    | 293              |
| 2e         | Kenny Brack           | Suède      | Dallara-Aurora G-Force-Aurora       | Foyt                      | 256              |
| 3e         | Mark Dismore          | États-Unis | Dallara-Aurora                      | Kelley                    | 240              |
| 4e         | Davey Hamilton        | États-Unis | G-Force-Aurora Dallara-Aurora       | Galles Barnhart           | 237              |
| 5e         | Sam Schmidt           | États-Unis | G-Force-Aurora                      | Treadway                  | 233              |
| 6e         | Buddy Lazier          | États-Unis | Dallara-Aurora                      | Hemelgarn                 | 224              |
| 7e         | Eddie Cheever         | États-Unis | Dallara-Aurora Dallara-Infiniti     | Cheever                   | 222              |
| 8e         | Scott Sharp           | États-Unis | Dallara-Aurora                      | Kelley                    | 220              |
| 9e         | Scott Goodyear        | Canada     | G-Force-Aurora                      | Panther                   | 217              |
| 10e        | Robby Unser           | États-Unis | Dallara-Aurora                      | Pelfrey                   | 209              |
| 11e        | Jeff Ward             | États-Unis | G-Force-Aurora Dallara-Aurora       | ISM Pagan                 | 206              |
| 12e        | Billy Boat            | États-Unis | Dallara-Aurora                      | Foyt                      | 204              |
| 13e        | Buzz Calkins          | États-Unis | G-Force-Aurora Dallara-Aurora       | Bradley                   | 201              |
| 14e        | Scott Harrington      | États-Unis | Dallara-Infiniti Dallara-Aurora     | Harrington                | 165              |
| 15e        | Stéphan Grégoire      | France     | G-Force-Aurora                      | Dick Simon                | 162              |
| 16e        | Robby McGehee         | États-Unis | Dallara-Aurora                      | Conti                     | 156              |
| 17e        | John Hollansworth Jr. | États-Unis | Dallara-Aurora                      | Team Xtreme               | 146              |
| 18e        | Jaques Lazier         | États-Unis | G-Force-Infiniti G-Force-Aurora     | DR Truscelli              | 144              |
| 19e        | Tyce Carlson          | États-Unis | Dallara-Aurora                      | Blueprint                 | 139              |
| 20e        | Eliseo Salazar        | Chili      | G-Force-Aurora                      | Nienhouse                 | 137              |
| 21e        | Donnie Beechler       | États-Unis | Dallara-Aurora                      | Cahill                    | 130              |
| 22e        | Robbie Buhl           | États-Unis | Dallara-Infiniti Dallara-Aurora     | Sinden Foyt Tri-Star      | 111              |
| 23e        | Raul Boesel           | Brésil     | G-Force-Aurora Riley & Scott-Aurora | McCormack Brant           | 98               |
| 24e        | Jimmy Kite            | États-Unis | G-Force-Aurora                      | McCormack                 | 86               |
| 25e        | Steve Knapp           | États-Unis | G-Force-Aurora                      | PDM ISM                   | 69               |
| 26e        | Ronnie Johncox        | États-Unis | Dallara-Aurora                      | Tri-Star                  | 59               |
| 27e        | Johnny Unser          | États-Unis | Dallara-Aurora                      | Hemelgarn                 | 57               |
| 28e        | John Paul Jr.         | États-Unis | G-Force-Aurora                      | Byrd-Cunningham McCormack | 39               |
| 29e        | Roberto Moreno        | Brésil     | G-Force-Aurora                      | Truscelli                 | 38               |
| 30e        | Roberto Guerrero      | Colombie   | G-Force-Infiniti                    | Cobb                      | 36               |
| 31e        | Robby Gordon          | États-Unis | Dallara-Aurora                      | Menard                    | 32               |
| 32e        | Andy Michner          | États-Unis | Riley & Scott-Aurora                | Brant                     | 29               |
| 33e        | Tony Stewart          | États-Unis | Dallara-Aurora                      | Tri-Star                  | 22               |
| 34e        | Hideshi Matsuda       | Japon      | Dallara-Aurora                      | Beck                      | 20               |
| 35e        | Stan Wattles          | États-Unis | Riley & Scott-Aurora Dallara-Aurora | Metro                     | 19               |
| 36e        | Marco Greco           | Brésil     | G-Force-Aurora                      | Phoenix                   | 18               |
| 37e        | Brian Tyler           | États-Unis | G-Force-Aurora                      | Truscelli                 | 17               |
| 38e        | Jeret Schroeder       | États-Unis | G-Force-Infiniti                    | Cobb                      | 15               |
| 39e        | Jack Miller           | États-Unis | Dallara-Aurora                      | Tri-Star                  | 13               |
| 40e        | Bobby Regester        | États-Unis | G-Force-Aurora                      | Truscelli                 | 12               |
| 41e        | Arie Luyendyk         | Pays-Bas   | G-Force-Aurora                      | Treadway                  | 11               |
| 42e        | Doug Didero           | États-Unis | Dallara-Aurora                      | Mid America               | 10               |
| 43e        | Niclas Jönsson        | Suède      | G-Force-Aurora                      | Blueprint                 | 9                |
| 44e        | Gualter Salles        | Brésil     | Dallara-Aurora                      | Tri-Star                  | 7                |
| 45e        | Wim Eickmans          | Belgique   | Dallara-Aurora                      | Cheever                   | 7                |
| 46e        | Sarah Fisher          | États-Unis | Dallara-Aurora                      | Pelfrey                   | 5                |
| 47e        | Willy T. Ribbs        | États-Unis | G-Force-Aurora                      | McCormack                 | 4                |
| 48e        | Jason Leffler         | États-Unis | G-Force-Aurora                      | Treadway                  | 2                |